# Seznam německých ponorek

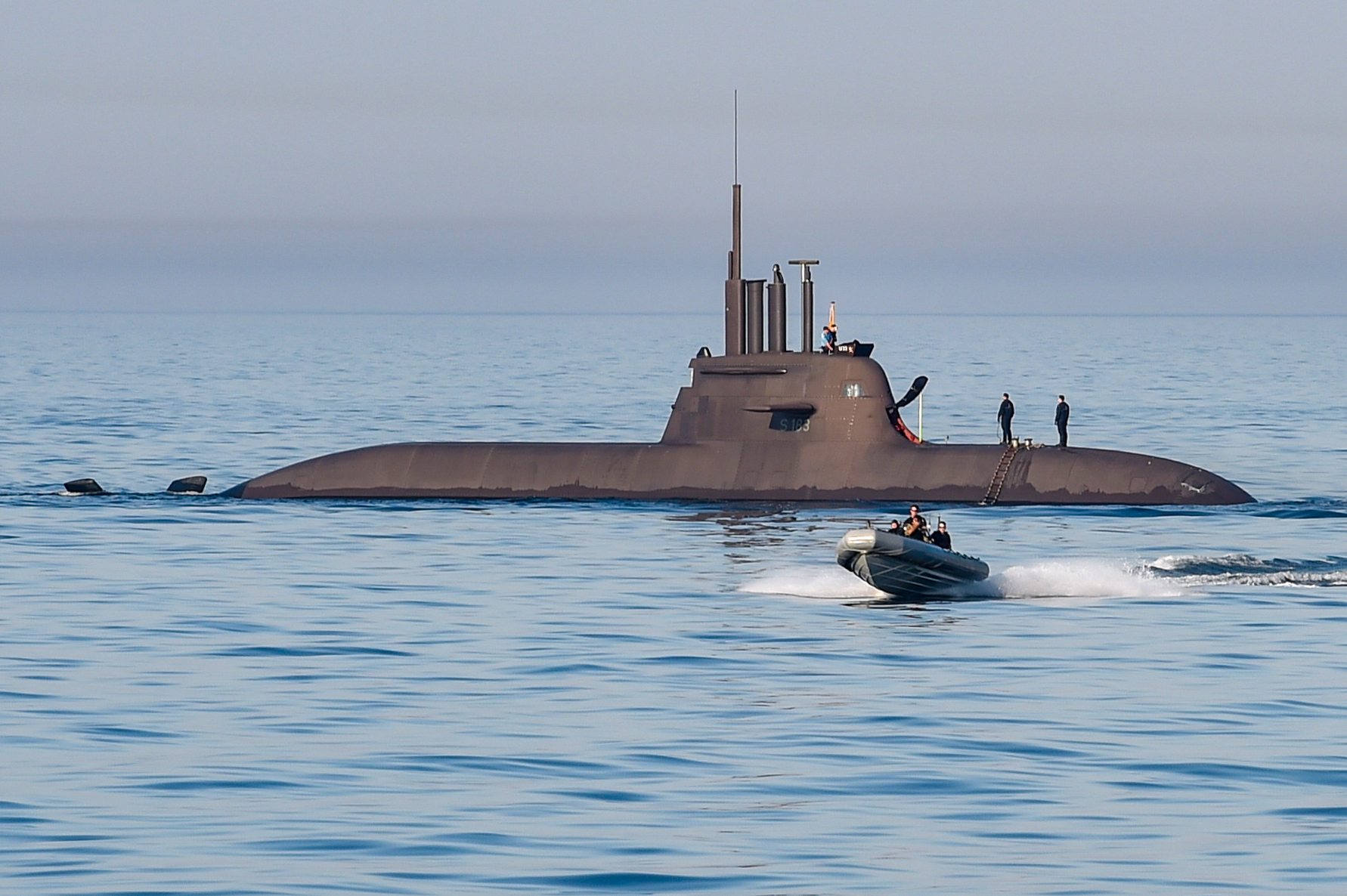
Ponorky typu 212 U-33

Tento seznam obsahuje ponorky a miniponorky Kaiserliche Marine, Kriegsmarine a Bundesmarine.

## První světová válka
- SM U 1
- SM U 2
- Třída U 3
- Třída U 5
- Třída U 9
- Třída U 13
- SM U 16
- Třída U 17
- Třída U 19
- SM U 21
- Třída U 23
- Třída U 27
- Třída U 31
- Třída U 43
- Třída U 51
- Třída U 57
- Třída U 63

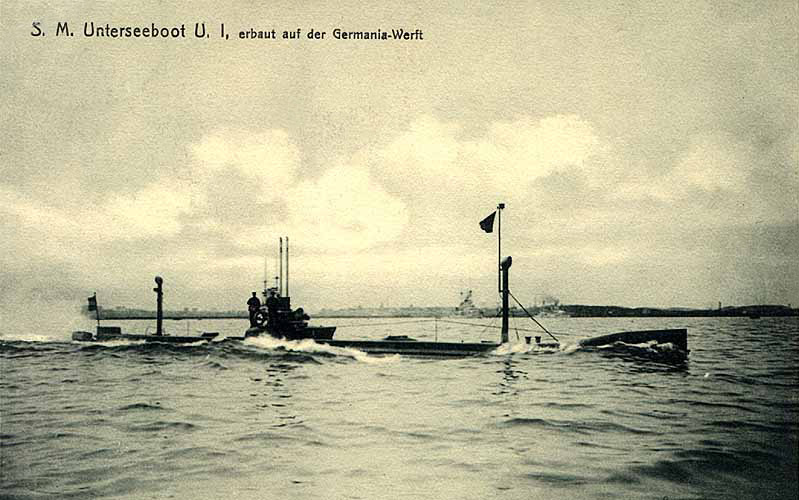
SM U-1

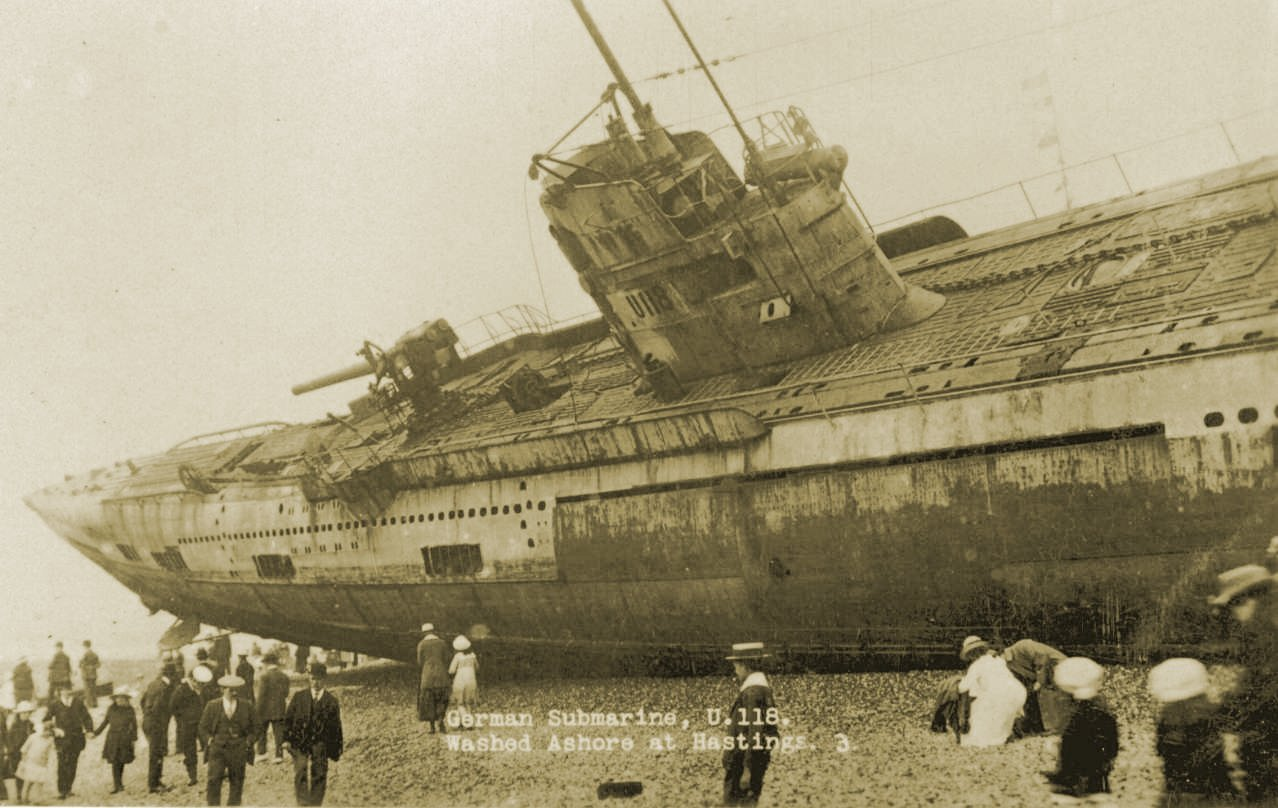
SM U-118 třídy UE II

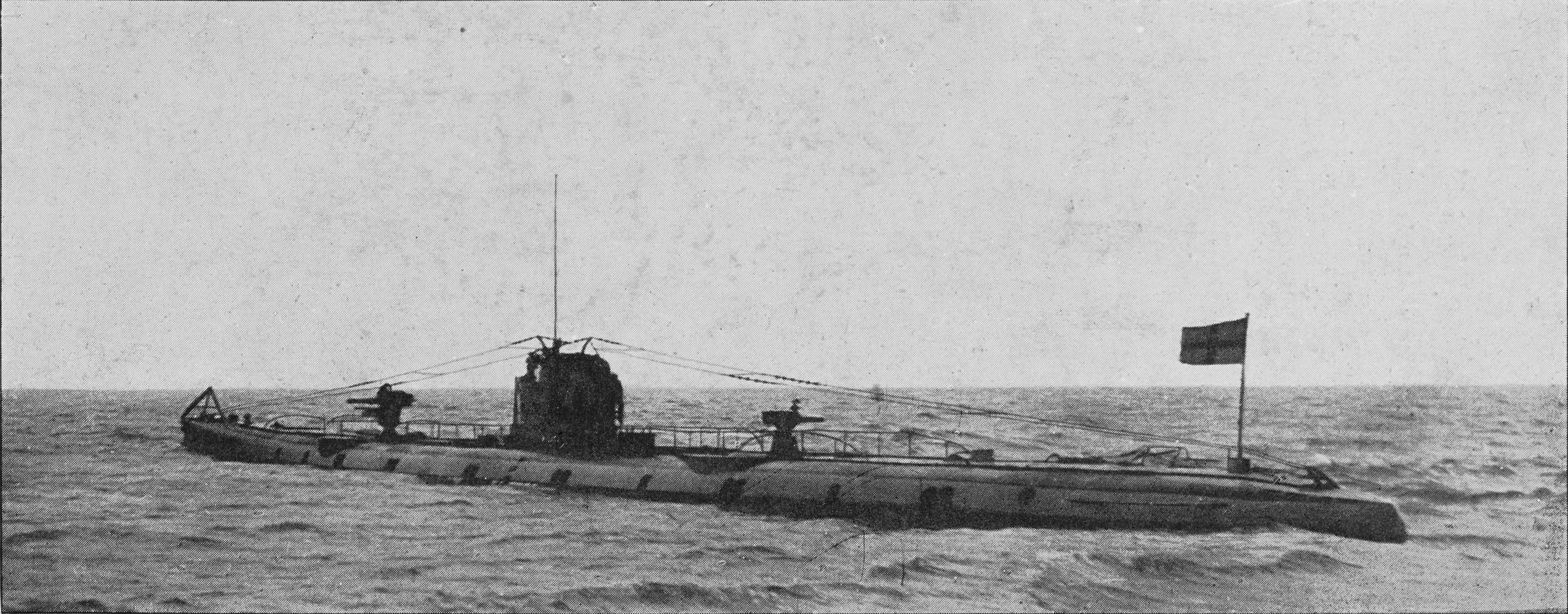
SM U-110 třídy U 93

- Třída U 66 – původně objednány pro Rakousko-Uhersko
- Třída U 71 (UE)
- Třída U 81
- Třída U 87
- Třída U 93
- Třída U 117 (UE II)
- Třída U 127
- Třída U 139
- Třída U 142
- Třída U 151
- Třída U 158

- SM UA – původně stavěna pro Norsko v rámci tamní třídy A

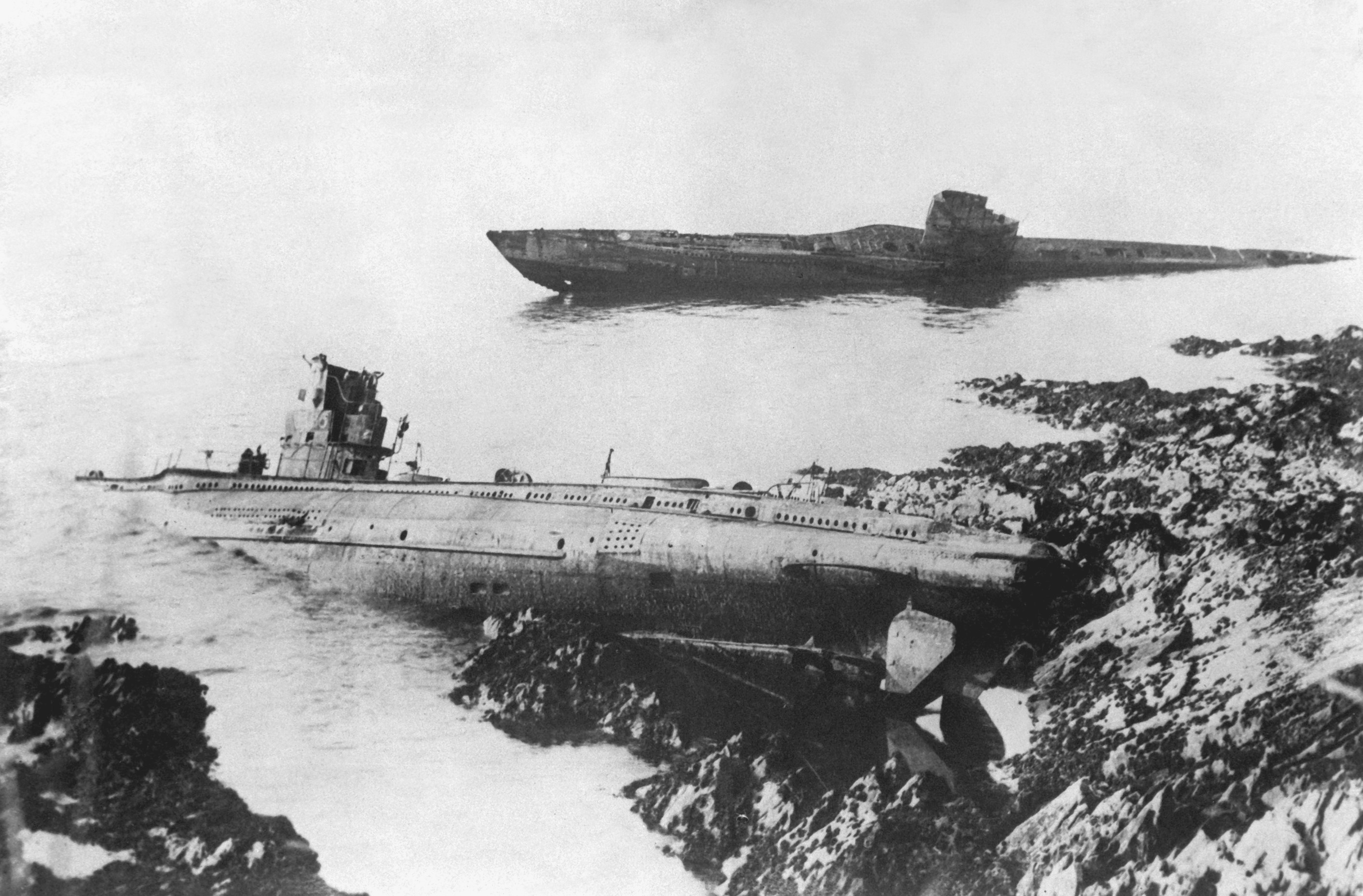
Ztroskotané ponorky třídy UB III

- Pobřežní ponorky
  - Třída UB I (17 ks)
  - Třída UB II
  - Třída UB III

- Minonosné ponorky
  - Třída UC I
  - Třída UC II
  - Třída UC III

## Druhá světová válka
- Typ I (2 ks) – pobřežní ponorka
- Typ II (50 ks) – pobřežní ponorka

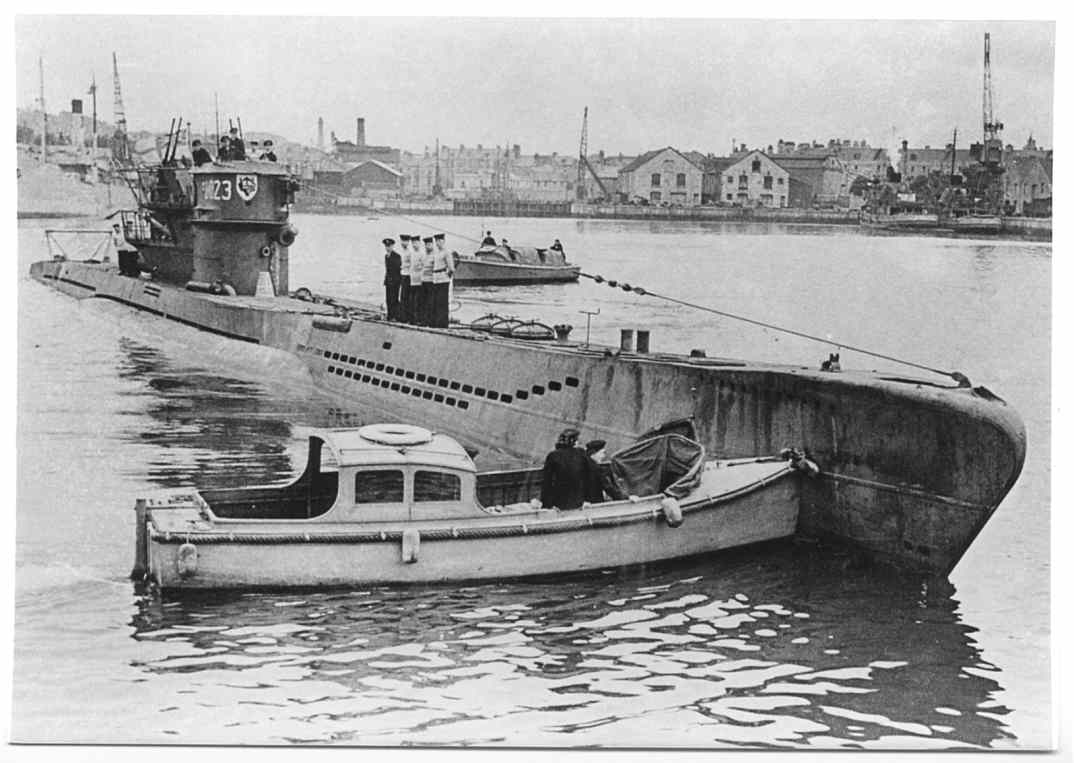
Ponorka U-1023 typu VII

- Typ VII (710 ks) – střední ponorka
- Typ IX (243 ks) – oceánská ponorka
- Typ X (10 ks) – oceánská minonosná ponorka
- Typ XIV (10 ks) – zásobovací ponorka
- Typ XVII (7 ks) – pobřežní ponorka poháněné Walterovou turbínou
- Typ XVIII – oceánská ponorka poháněná Walterovou turbínou, 2 ks nedostavěny
- Typ XXI (136 ks) – oceánská ponorka
- Typ XXIII – pobřežní ponorka

## Poválečná doba

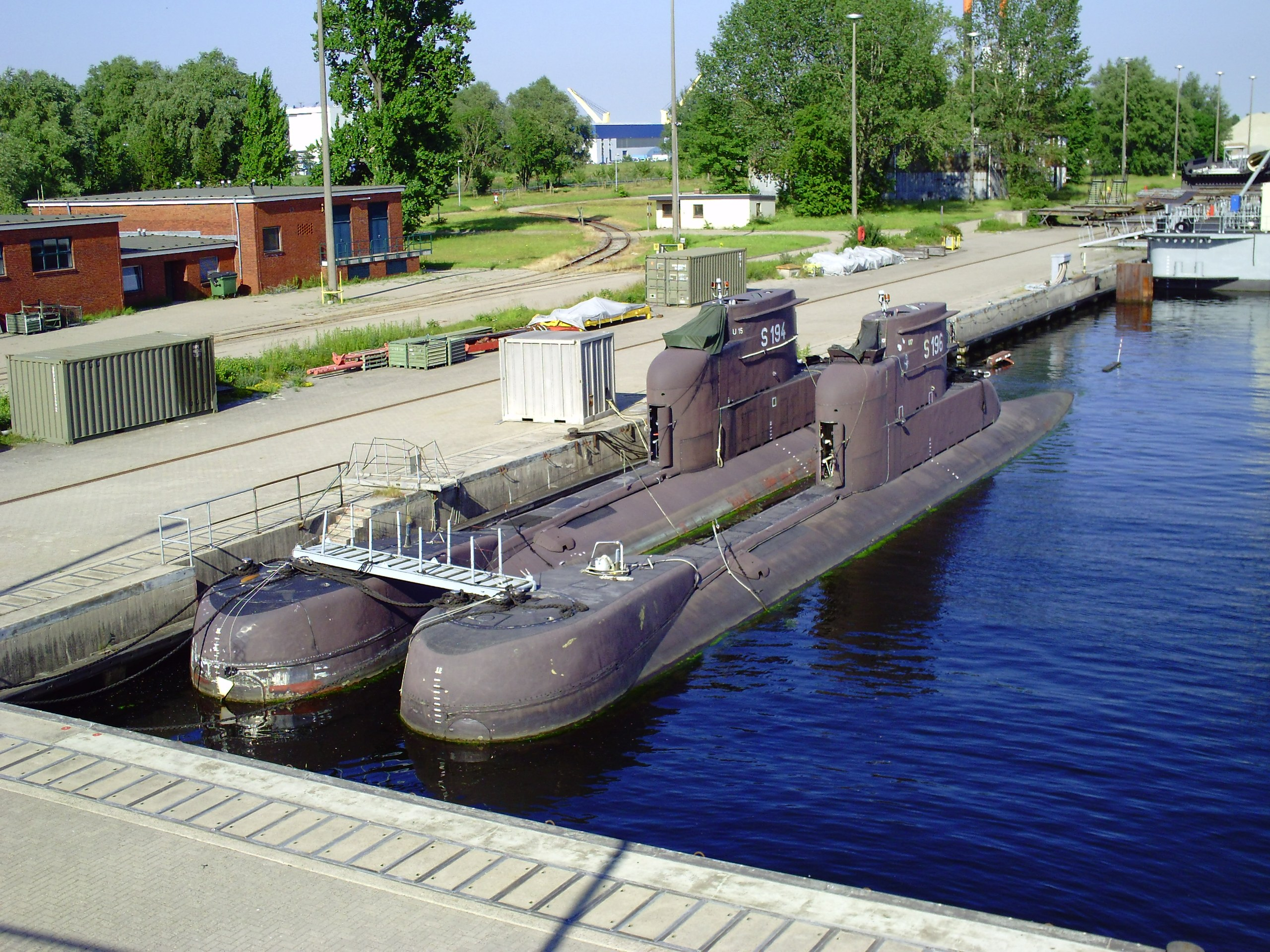
Ponorky U15 (S194) a U17 (S196) typu 206

- Typ XXI
  - Wilhelm Bauer

- Typ XXIII (2 ks)
- Typ 201 (4 ks)
- Typ 202 (2 ks)
- Typ 205 (11 ks)
- Typ 206 (18 ks)
- Typ 212 (6 ks)

## Miniponorky

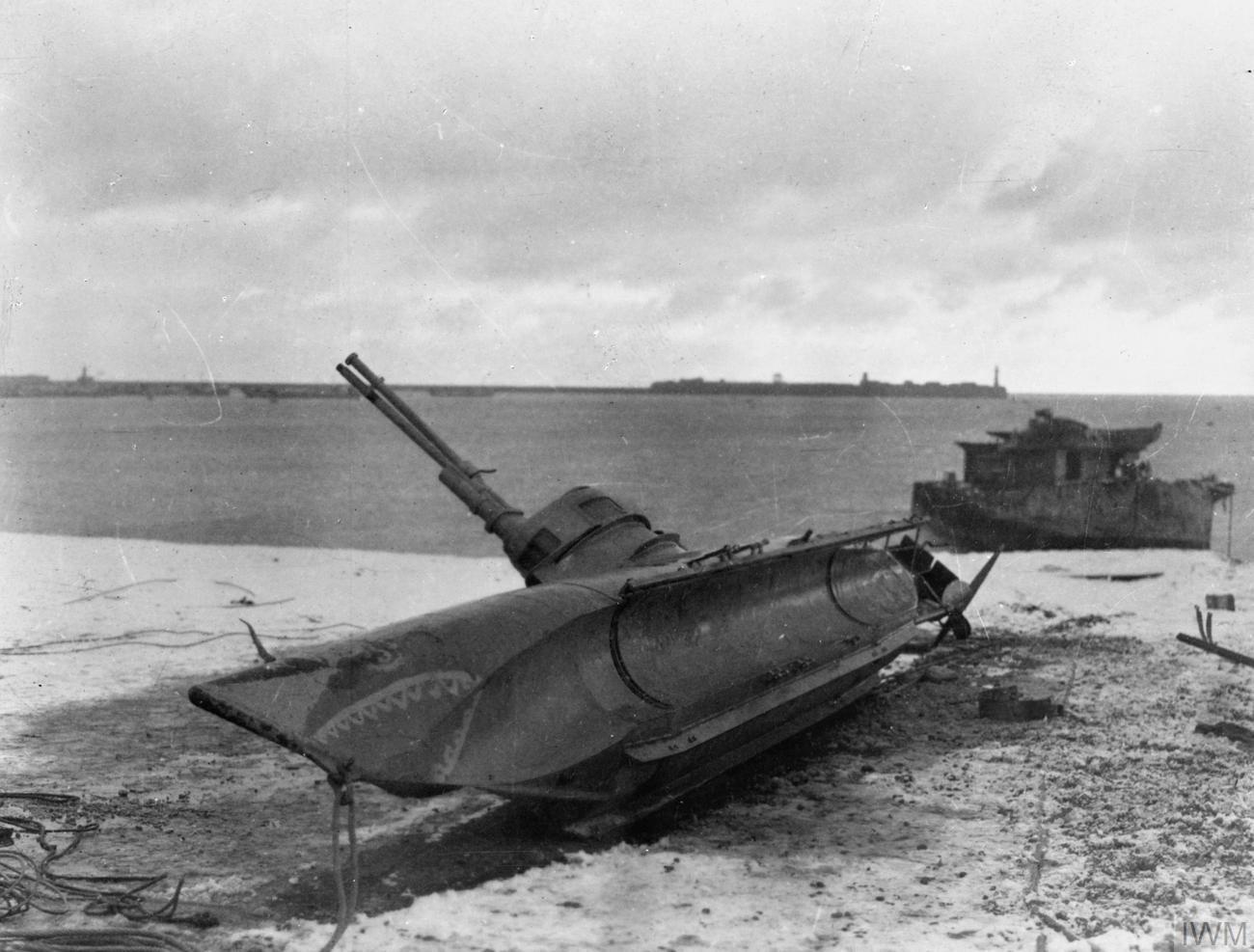
Miniponorka typu Biber

- Neger (200 ks) – řiditelné torpédo
- Marder (300 ks) – řiditelné torpédo
- Hai – řiditelné torpédo, prototyp
- Biber (324 ks)
- Hecht (53 ks)
- Molch
- Seehund